# Storm Uru

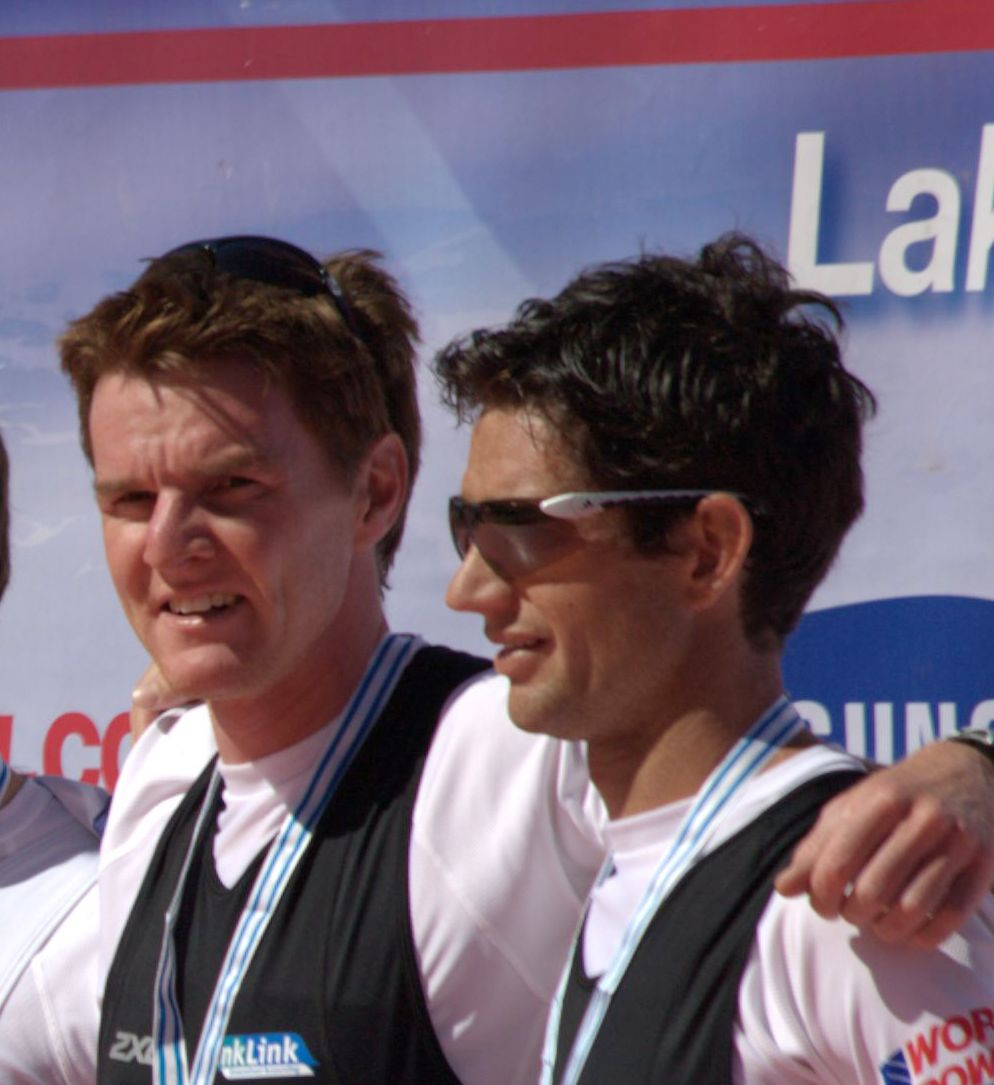
Peter Taylor (links) und Storm Uru bei der Siegerehrung der WM 2010

Storm Uru (* 14. Februar 1985 in Invercargill) ist ein ehemaliger neuseeländischer Leichtgewichts-Ruderer. Er war Weltmeister 2009 und Olympiadritter 2012.

## Sportliche Karriere
Storm Uru begann 1999 mit dem Rudersport. 2005 belegte er den dritten Platz im Leichtgewichts-Einer bei den U23-Weltmeisterschaften, 2006 und 2007 gewann er jeweils den Titel. 2008 wechselte der 1,90 m große Uru in den Leichtgewichts-Doppelzweier. Peter Taylor und Storm Uru qualifizierten sich in Luzern für die Olympischen Spiele, in Peking erreichten sie als Sieger des B-Finales den siebten Platz. 
2009 gewannen Taylor und Uru zwei Weltcup-Regatten und erkämpften auch bei den Weltmeisterschaften in Posen die Goldmedaille. 2010 fanden die Weltmeisterschaften in Neuseeland statt, vor heimischem Publikum erhielten Taylor und Uru die Bronzemedaille. Im Jahr darauf gewannen die beiden Neuseeländer die Silbermedaille bei den Weltmeisterschaften in Bled. Nachdem Taylor und Uru seit 2009 jedes Jahr eine Medaille beim Saisonhöhepunkt erhalten hatten, erreichten sie auch bei den Olympischen Spielen 2012 die Medaillenränge und belegten den dritten Platz.
Storm Urus Bruder Jade Uru war ebenfalls ein Weltklasse-Ruderer.